# Minoru Yamasaki

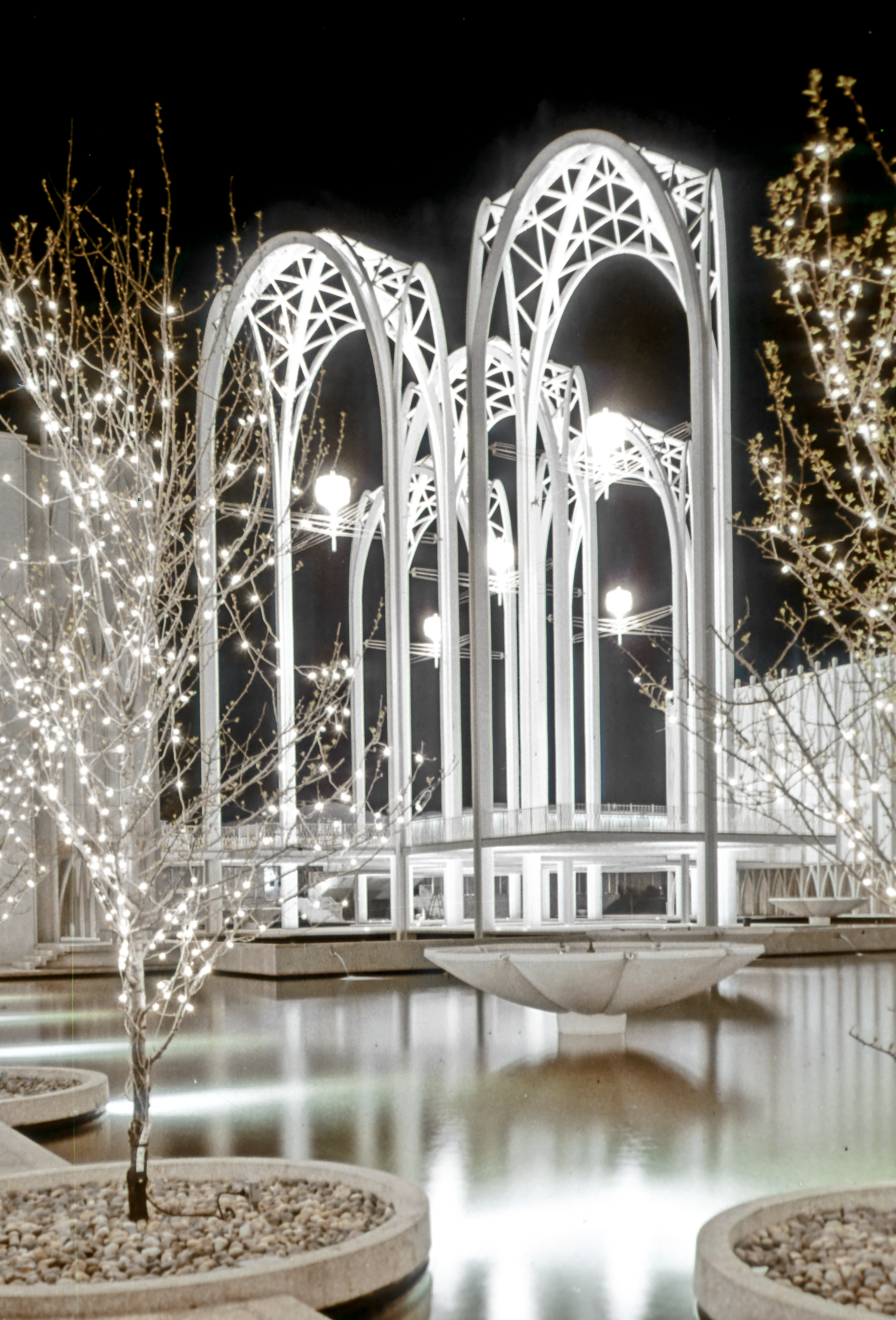
Pacific Science Center, in Seattle.

Minoru Yamasaki (Seattle, 1 december 1912 - Bloomfield Hills, 7 februari 1986) was een  Amerikaans - Japanse architect van de stijl formalisme. Hij ontwierp onder meer het World Trade Center in New York. 
Zijn ouders emigreerden van Japan naar Amerika. Hij studeerde in Seattle. Daarna ging hij werken bij bureau Harrison, Fouilhoux & Abramovitz. In 1949 startte hij zijn eigen bureau: Yamasaki & Associates.

## Werken
Enkele ontwerpen die van hem gerealiseerd zijn:
- het Pacific Science Center in Seattle,
- het DeRoy Auditorium in Detroit,
- het Pruitt-Igoe in Saint Louis,
- de Rainier Tower, in Seattle.
- de Torre Picasso, in Madrid.
- het World Trade Center, in New York

## Galerij

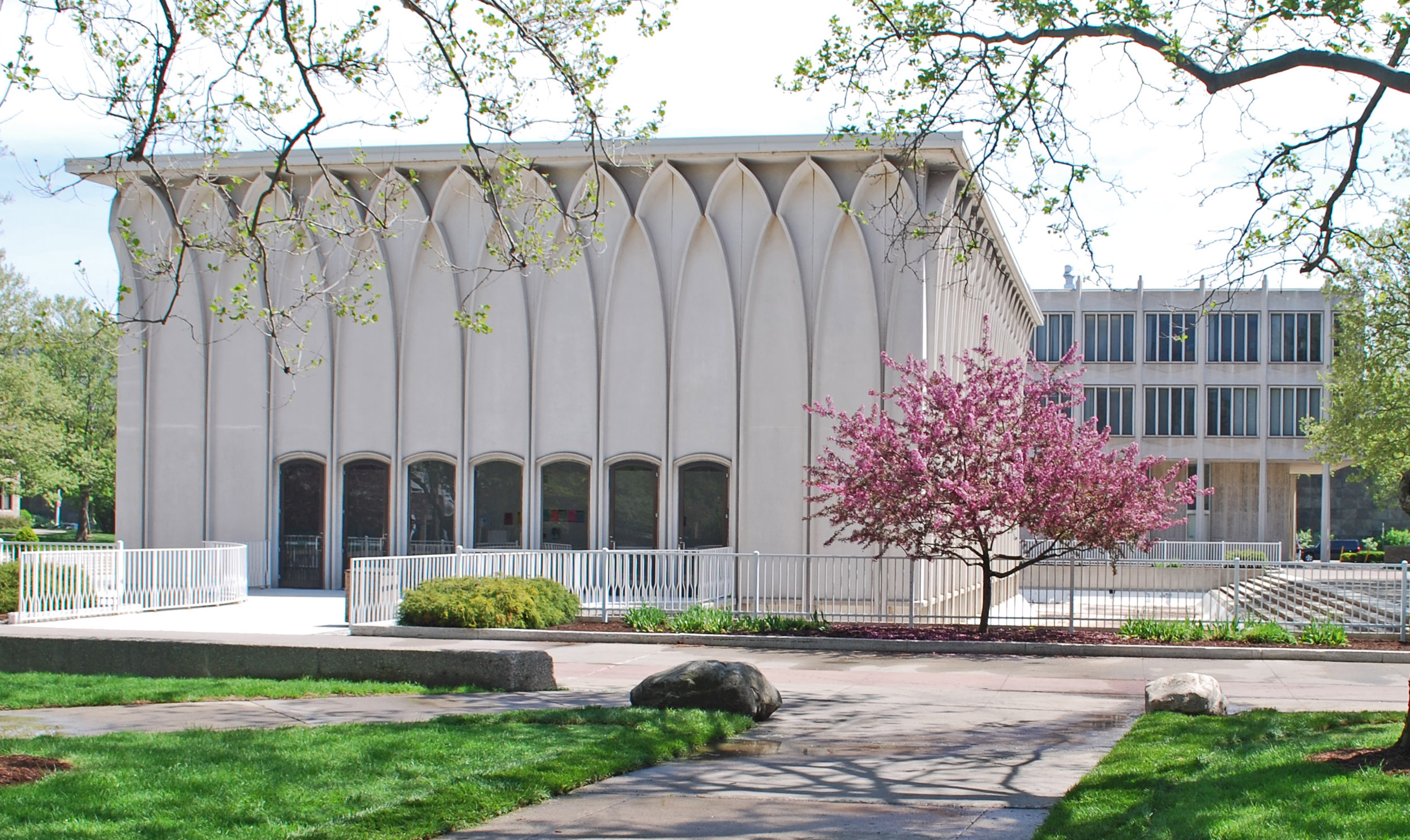
DeRoy Auditorium in Detroit
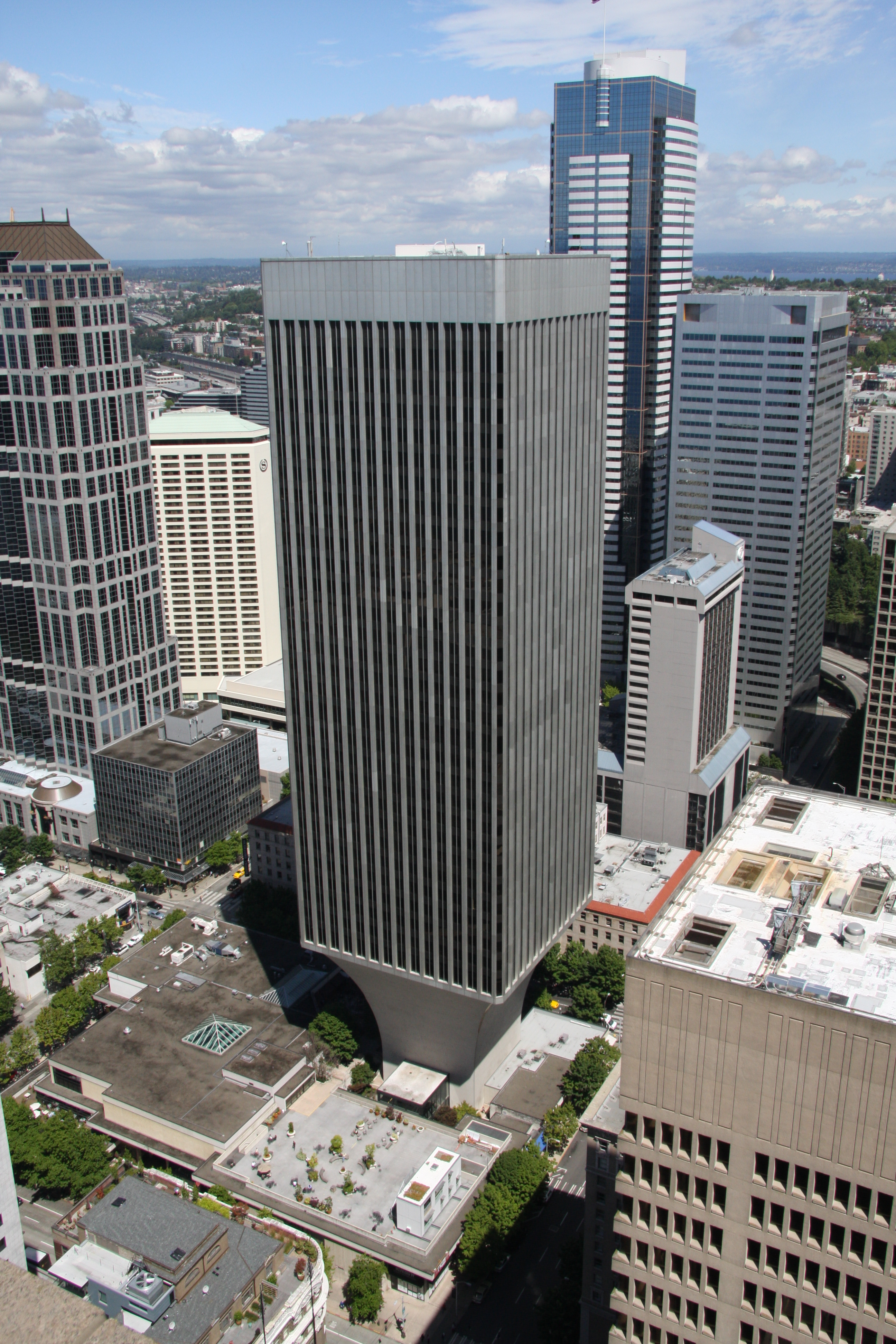
Rainier Tower, in Seattle
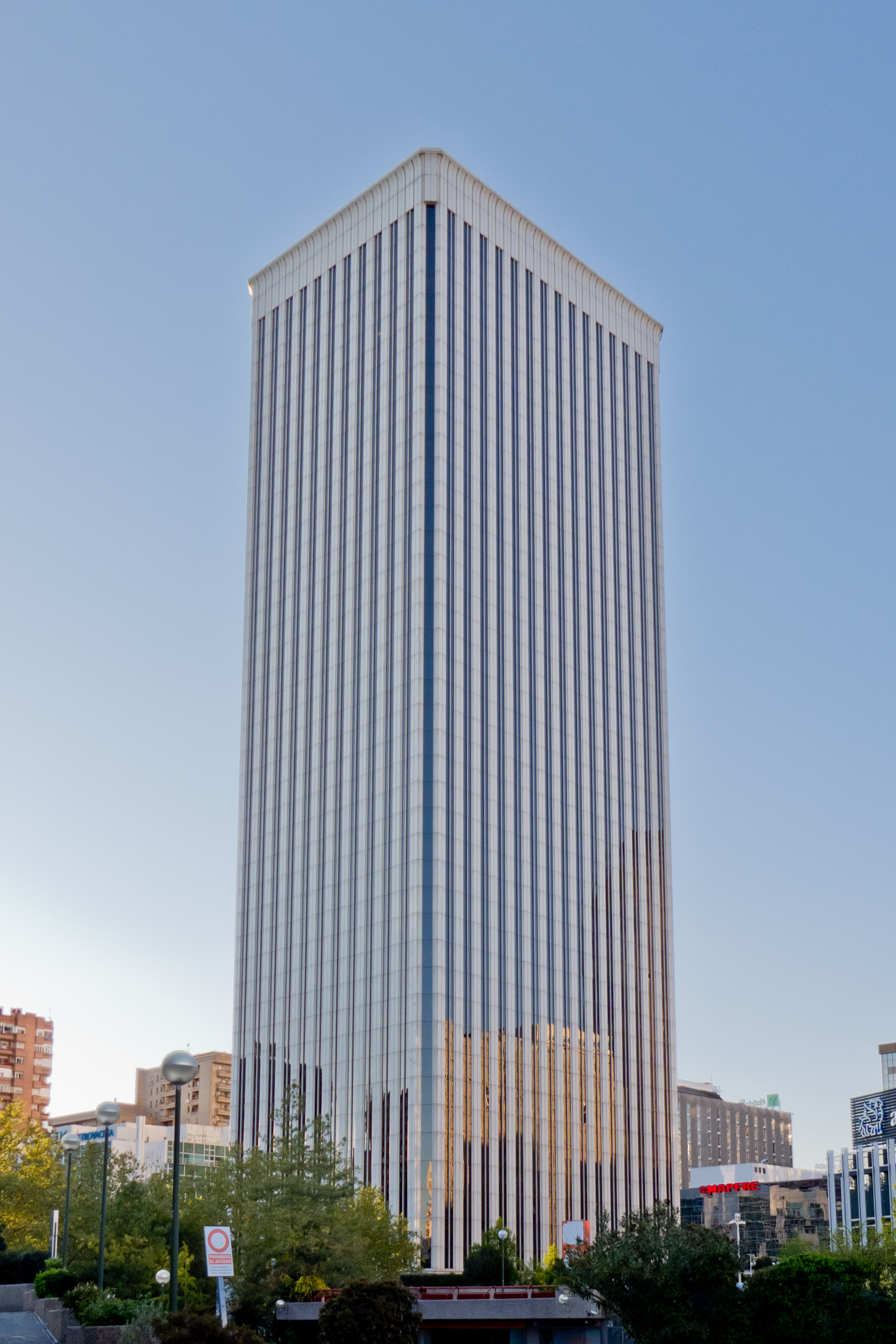
Torre Picasso, in Madrid